# Rhinacanthus pulcher
Rhinacanthus pulcher är en akantusväxtart som beskrevs av Milne-redhead. Rhinacanthus pulcher ingår i släktet Rhinacanthus och familjen akantusväxter. Inga underarter finns listade i Catalogue of Life.